# ناتردان (غهرة)
ناتردان (بالفارسية: ناتردان) هي قرية تقع في إيران في قسم غهرة الريفي. يقدر عدد سكانها بـ 27 نسمة بحسب إحصاء 2016.